# Winter Park, Colorado
Winter Park är en kommun (town) i Grand County i Colorado. Vid 2010 års folkräkning hade Winter Park 999 invånare.